# Un uomo da bruciare
Un uomo da bruciare és una pel·lícula italiana del 1962, la primera pel·lícula dirigida per Valentino Orsini juntament amb els germans Taviani, amb un guió lliurement inspirat en la vida del sindicalista socialista Salvatore Carnevale, assassinat per la màfia el maig de 1955.

## Argument
Després de dos anys passats al continent, Salvatore torna a la seva Sicília natal. Mentre somia ser acollit com un fill pròdig, descobreix que els habitants del seu poble l'esperen, amb força impaciència, per resoldre un conflicte social allà. La pregunta crucial és aquesta: hem d'ocupar els dominis que la llei recent ha expropiat i dividit i que la màfia impedeix que se'ls distribueixin? Els pagesos comencen una acció pacífica, però Salvatore vol anar més enllà: llaurant i sembrant, han de provocar una situació irreversible. Els pagesos es posen a treballar, però la màfia els ataca de matinada. Els carrabiners intervenen llavors per evitar els combats. No admetent la derrota, la màfia es compromet a controlar l'arrendament de les pedreres properes. Simultàniament, busca guanyar-se a Salvatore per la seva causa, comprant-lo si cal. Tot i que pretén acceptar la negociació, Salvatore es dedica a una campanya per millorar les condicions de treball a les pedreres. Un matí, Salvatore s'enfronta violentament al cap local de la màfia: aquest el liquida físicament, una hora després. Tot el poble, fent-li un homenatge, assisteix al seu funeral.

## Repartiment
- Gian Maria Volonté: Salvatore
- Didi Perego: Barbara
- Spyros Focas: Jachino
- Lydia Alfonsi: Francesca
- Marina Malfatti: Wilma
- Turi Ferro: don Vincenzo
- Vittorio Duse
- Alessandro Sperlì: Carmelo
- Marcella Rovena: mare de Francesca

## Critica
| « | «centrada en l'enfrontament-xoc entre individu i grup, la pel·lícula..." reafirma, en aquells anys de pau, la necessitat de la violència revolucionària" i demostra l'opció dels directors per superar el neorealisme introduint elements de reflexió política en la narrativa i existencial... l'actuació teatralment accentuada de Volonté. Premi de la Crítica al Festival de Venècia, en un període en què el compromís polític no estava tan de moda.» **½ | » |

## Premis i distincions
Festival Internacional de Cinema de Venècia
| Any  | Categoria                            | Resultat  |
| ---- | ------------------------------------ | --------- |
| 1962 | Premi Nou Cinema - Millor pel·lícula | Guanyador |
| 1962 | Premi Cinema 60                      | Guanyador |
| 1962 | Premi Pasinetti                      | Guanyador |